# Gliese 667 Cc
Gliese 667 Cc è un pianeta extrasolare che orbita intorno alla nana rossa di classe spettrale M2 V Gliese 667 C, nella costellazione dello Scorpione. La scoperta è avvenuta a fine 2011 e la conferma è stata annunciata il 2 febbraio 2012 da parte di un gruppo di ricercatori della Carnegie Institution for Science e dell'Università di Gottinga.

## Parametri del pianeta e abitabilità

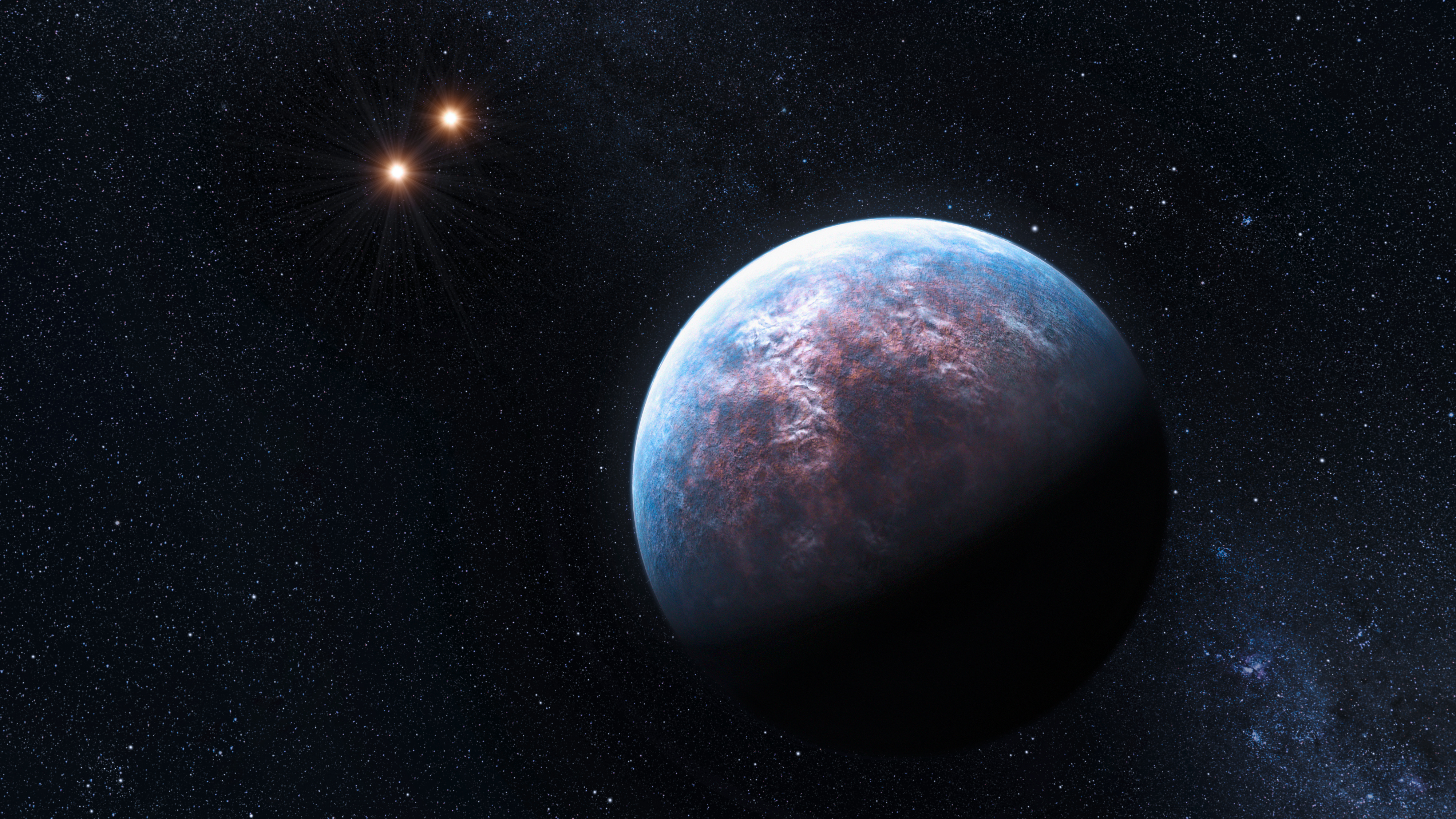
Il pianeta Gliese 667 Cc e le stelle A e B del sistema di Gliese 667 in un'immagine artistica

Il pianeta orbita ad una distanza media di 0,125 UA dalla stella madre, più piccola e fredda del Sole, e si trova all'interno della zona abitabile. Il periodo di rivoluzione del pianeta, una super Terra con una massa minima quattro volte quella della Terra, è di 28,13 giorni.
Si calcola che la radiazione ricevuta dal pianeta sia circa il 90% di quella che la Terra riceve dal Sole, ma poiché la stella emana luce nell'infrarosso e la quantità di energia assorbita è maggiore, si suppone che la temperatura possa essere simile ai valori terrestri e, di conseguenza, si suppone che il pianeta abbia concrete possibilità di avere acqua liquida in superficie.
Il Planet Habitability Laboratory calcola che, con un'atmosfera simile a quella terrestre, il pianeta avrebbe una temperatura media di circa 13 °C, simile alla temperatura media terrestre.
Nonostante l'ottimismo iniziale, studi successivi alla scoperta hanno ridimensionato la potenziale abitabilità del pianeta. Secondo la ridefinizione della zona abitabile di Kopparapu et al. Gliese 667 Cc si trova all'interno di essa, tuttavia del pianeta è nota solo la sua massa minima, che è di circa 4 M⊕, ma a seconda dell'inclinazione della sua orbita vista da Terra, è più probabile che la sua massa effettiva sia superiore alle 6 masse terrestri, soglia che, secondo studi degli anni 2010, divide a grandi linee i mondi rocciosi dai mininettuno senza superficie solida. Inoltre, per le sue caratteristiche fisiche e per il fatto che sia probabilmente in rotazione sincrona, si pensa che non abbia sviluppato un campo magnetico adeguato, senza il quale la perdita di una parte significativa della sua atmosfera e dell'acqua presenti inizialmente sarebbe stata irreversibile in tempi relativamente brevi, tanto da non permettere la nascita e lo sviluppo di forme di vita.